# Шевање ди Мен
Шевање-ди-Мен (фр. Chevaigné-du-Maine) насеље је и општина у западној Француској у региону Лоара, у департману Мајен која припада префектури Мајен.
По подацима из 2011. године у општини је живело 191 становника, а густина насељености је износила 14,64 становника/km². Општина се простире на површини од 13,05 km². Налази се на средњој надморској висини од 200 метара (максималној 227 m, а минималној 137 m).

## Демографија
| 1962. | 1968. | 1975. | 1982. | 1990. | 1999. | 2011. |
| ----- | ----- | ----- | ----- | ----- | ----- | ----- |
| 342   | 394   | 340   | 288   | 230   | 206   | 191   |

График промене броја становника у току последњих година